# Галкіно (Ветлузький район)
Галкіно (рос. Галкино) — присілок в Ветлузькому районі Нижньогородської області Російської Федерації.
Населення становить 119 осіб. Входить до складу муніципального утворення Мошкинська сільрада.

## Історія
Від 2009 року входить до складу муніципального утворення Мошкинська сільрада.

## Населення
| 1999 | 2002 | 2010 |
| ---- | ---- | ---- |
| 243  | ↘183 | ↘119 |